# Lesotho vid världsmästerskapen i friidrott 2023
Lesotho tävlade vid världsmästerskapen i friidrott 2023 i Budapest i Ungern mellan den 19 och 27 augusti 2023.

## Resultat
Lesothos trupp bestod av två idrottare.

### Herrar
Gång- och löpgrenar
| Idrottare            | Gren    | Final        | Final     |
| Idrottare            | Gren    | Resultat     | Placering |
| -------------------- | ------- | ------------ | --------- |
| Tebello Ramakongoana | Maraton | 2:09.57 0PB0 | 4         |

### Damer
Gång- och löpgrenar
| Idrottare                    | Gren    | Final        | Final     |
| Idrottare                    | Gren    | Resultat     | Placering |
| ---------------------------- | ------- | ------------ | --------- |
| Mokulubete Blandina Makatisi | Maraton | 2:37.49 0SB0 | 42        |